# Johann Georg Brill
Johann Georg Brill (engl. John George Brill; geboren 1817 bei Kassel; gestorben 1888 im Philadelphia County) war Gründer der J. G. Brill Company, einem der größten Hersteller von Straßenbahnwagen und Oberleitungsbussen in den USA.
Der deutsche Auswanderer Brill hatte in Bremen das Tischlerhandwerk erlernt und emigrierte nach dem Tod seiner Eltern im Jahr 1847 in die USA. Im Alter von dreißig Jahren kam er zusammen mit seiner Frau und zwei Kindern in Philadelphia an.
Zwanzig Jahre lang arbeitete er für die Waggonbaufirma Murphy and Allison und gründete 1868 mit seinem ältesten Sohn George Martin Brill die Firma J. G. Brill & Son für den Bau von Pferdebahnwagen. Sie wurde für die gute Qualität der Wagenkästen bekannt und exportierte bald weltweit Fahrzeuge. Daraus entwickelte sich 1887 mit der J. G. Brill Company der größte Straßenbahnhersteller der USA.
Mit 71 Jahren verstarb Brill an Herzversagen. Am 25. September 1888 wurde er in Bala Cynwyd im Montgomery County beigesetzt.